# Epirrhoe ochreoreducta
Epirrhoe ochreoreducta là một loài bướm đêm trong họ Geometridae.